# 竹内択
竹内 択 (たけうち たく、1987年5月20日 - ) は、日本のスキージャンプ選手。オリンピック3大会 (2010年バンクーバー、2014年ソチ、2018年平昌) 日本代表。2013年ノルディックスキー世界選手権混合団体戦金メダリスト、2014年ソチオリンピック男子団体銅メダリスト。

## 人物
長野県飯山市出身。長野県飯山市立飯山第一中学校を卒業後、2003年からフィンランドに単身留学しフィンランド語を学びながら職業学校に通いつつフィンランド人コーチの指導を受け、日本へ帰国後の2006年から北野建設に所属している。2007-08シーズンよりスキージャンプ・ワールドカップに本格参戦し、2月2日の札幌大会で8位、翌日は9位と2戦連続一桁順位を記録するなどシーズン総合成績で日本人トップとなる28位になった。
2010年バンクーバーオリンピック直前の国内大会ではライバルの湯本史寿より成績は振るわなかったがスキージャンプ・ワールドカップでの実績からオリンピック代表に選ばれた。
2011-12シーズンはサマーグランプリで2度の3位を含む総合6位に入り飛躍の兆しを見せる。ワールドカップでは、年末年始のスキージャンプ週間に入るとともに調子を上げ、1月1日のガルミッシュ＝パルテンキルヒェン大会 ( ドイツ) で4位入賞、4日のインスブルック大会  オーストリア) において3位入賞と、初めてワールドカップの表彰台に登った。シーズン個人総合成績でも自己最高の13位となる。
2012-13シーズンはサマーグランプリのアルマトイ大会 ( カザフスタン) で優勝。ワールドカップでも開幕から1桁準位を度々記録するなど好調で、2月13日のクリンゲンタール大会 ( ドイツ) で自己最高の2位。同月、ヴァル・ディ・フィエンメ ( イタリア) で開催された世界選手権ではノーマルヒルで7位入賞。続いて伊藤有希、高梨沙羅、伊東大貴とともに出場した男女混合団体ノーマルヒルで4番手を務め、飛距離は1本目100.5m、2本目101.5mと2本ともグループ内で最長不倒、得点も男子選手の中で最高点を出す活躍で日本を優勝に導いた。
2014年ソチオリンピックのシーズンとなった2013-14シーズンは、ワールドカップ開幕から欧州を転戦して個人戦で4戦連続一桁順位、その内第3戦リレハンメル大会 ( ノルウェー) で2位になるなど好調だったが、12月末に体調を崩し、2014年1月4日のスキージャンプ週間第3戦インスブルック大会に出場した後、緊急帰国して一時入院したが、懸命な治療を受けて退院し、1月下旬のワールドカップ札幌大会で戦線に復帰した。ソチオリンピックでは個人ノーマルヒル24位、個人ラージヒル13位となり、2月17日に清水礼留飛、伊東大貴、葛西紀明とともに出場したラージヒル団体戦では二番手を務め、追い風が吹く中1本目は127m、2本目は130mとまとめて、銅メダル獲得に貢献した。競技終了後の記者会見にて自らが好酸球性多発血管炎性肉芽腫症 (チャーグ・ストラウス症候群) に罹患しており、闘病中であることを公表した。
2014-15シーズンは、サマージャンプグランプリのアルマトイ大会で2年ぶりの優勝。総合でも3位に入った。ワールドカップの開幕戦は13位。その後何度も10位台は記録したものの、なかなかトップ10に入れなかったが、2月14日のビケルスン大会 ( ノルウェー) でシーズン初めて9位となる。21日にファールン ( スウェーデン) で行われた世界選手権ノーマルヒル個人では日本勢最高の5位入賞。W杯は3月10日のクオピオ大会 ( フィンランド) 5位が最高。
2015-16シーズンは1月30日の札幌大会で8位。シーズン後半になって調子をあげ、得意のノーマルヒルで行われた2月21日ラハティ大会 ( フィンランド) で3位に入り、2シーズンぶりに表彰台登壇。次戦より3戦連続でトップ10入り。総合で2011-12シーズン13位に次ぐ18位。
2016-17シーズン、W杯では11月25日のルカ大会 ( フィンランド) 12位が最高だった。ラハティでの世界選手権では混合団体ノーマルヒルで銅メダルを獲得した。
2017-18シーズンもW杯メンバー入り。11月26日ルカ大会で15位。2018年平昌オリンピックにも3大会連続で出場した。
2018-19シーズンはサマーグランプリではポイントを挙げたが、W杯の序盤でポイントを獲得できず、その後主にコンチネンタルカップを転戦した。W杯は札幌大会の22位が最高であった。
2019年5月、北野建設を退社し、その後「Team Taku」を立ち上げプロ選手として活動する。夏はサマーグランプリ参戦の後コンチネンタルカップに参戦し、シュタムス大会で2戦連続で優勝する。冬もコンチネンタルカップで2勝を含む表彰台4回の成績を挙げるが、W杯はエンゲルベルク大会 ( スイス) の16位が最高で、総合47位でシーズンを終えた。
2022-23シーズンは名寄市での雪上開幕2戦を制し、ワールドカップに3期ぶりに出場、8戦に出場し1戦でポイントを獲得し総合82位であった。
2023-24シーズンはサマーグランプリにフル出場、ワールドカップはジャンプ週間からラハティ大会まで出場し、総合67位であった。
2024-25シーズンはサマーグランプリ後半4試合に、冬はコンチネンタルカップに参戦し、ワールドカップは札幌大会に国内枠で出場したが、ポイント獲得はならなかった。

## 親族
弟の竹内寿もスキージャンプ選手であり、現在は俳優でホリプロに所属していた。

## 主な競技成績

### オリンピック
- 2010年バンクーバーオリンピック ( カナダ)
  - 2月14日 個人ノーマルヒル 34位
  - 2月20日 個人ラージヒル 37位
  - 2月22日 団体 5位 (伊東大貴、竹内択、栃本翔平、葛西紀明)
- 2014年ソチオリンピック ( ロシア)
  - 個人ノーマルヒル 24位
  - 個人ラージヒル 13位
  - 団体ラージヒル 3位（清水礼留飛、竹内択、伊東大貴、葛西紀明）
- 2018平昌チオリンピック ( 韓国)
  - 個人ラージヒル 22位
  - 団体ラージヒル 6位 (竹内択、伊東大貴、葛西紀明、小林陵侑)

### 世界選手権
- 2011年オスロ大会 ( ノルウェー)
  - 2月26日 男子個人ノーマルヒル 24位
  - 2月27日 男子団体ノーマルヒル 5位
  - 3月3日 男子個人ラージヒル 26位
  - 3月5日 男子団体ラージヒル 6位
- 2013年ヴァル・ディ・フィエンメ大会 ( イタリア)
  - 2月23日 男子個人ノーマルヒル 7位
  - 2月24日 混合団体ノーマルヒル 優勝 (伊藤有希、伊東大貴、高梨沙羅、竹内択)
  - 2月28日 男子個人ラージヒル 17位
  - 3月3日 男子団体ラージヒル 5位
- 2015年ファールン大会 ( スウェーデン)
  - 2月21日 男子個人ノーマルヒル 5位
  - 2月22日 混合団体ノーマルヒル 3位 (高梨沙羅、葛西紀明、伊藤有希、竹内択)
  - 2月26日 男子個人ラージヒル 24位
  - 2月28日 男子団体ラージヒル 4位 (小林潤志郎、伊東大貴、竹内択、葛西紀明)
- 2017年ラハティ大会 ( フィンランド)
  - 男子個人ノーマルヒル 20位
  - 男子個人ラージヒル 17位
  - 男子団体ラージヒル 7位 (竹内択、小林陵侑、葛西紀明、伊東大貴)
  - 混合団体ノーマルヒル 3位  (高梨沙羅、竹内択、伊藤有希、伊東大貴)

### フライング世界選手権
- 2008年オーベルストドルフ大会( ドイツ)
  - 個人 39位
  - 団体 7位（伊東大貴、葛西紀明、竹内択、栃本翔平）
- 2010年プラニツァ大会( スロベニア)
  - 個人 34位
- 2012年ヴィケルスン大会( ノルウェー)
  - 個人 31位
  - 団体 5位（渡瀬雄太、栃本翔平、竹内択、伊東大貴）

### ジュニア世界選手権
- 2005年ロヴァニエミ大会 ( フィンランド)
  - 男子個人 6位
  - 男子団体 8位 (伊藤謙司郎、船渡裕太、栃本翔平、竹内択)

### ワールドカップ

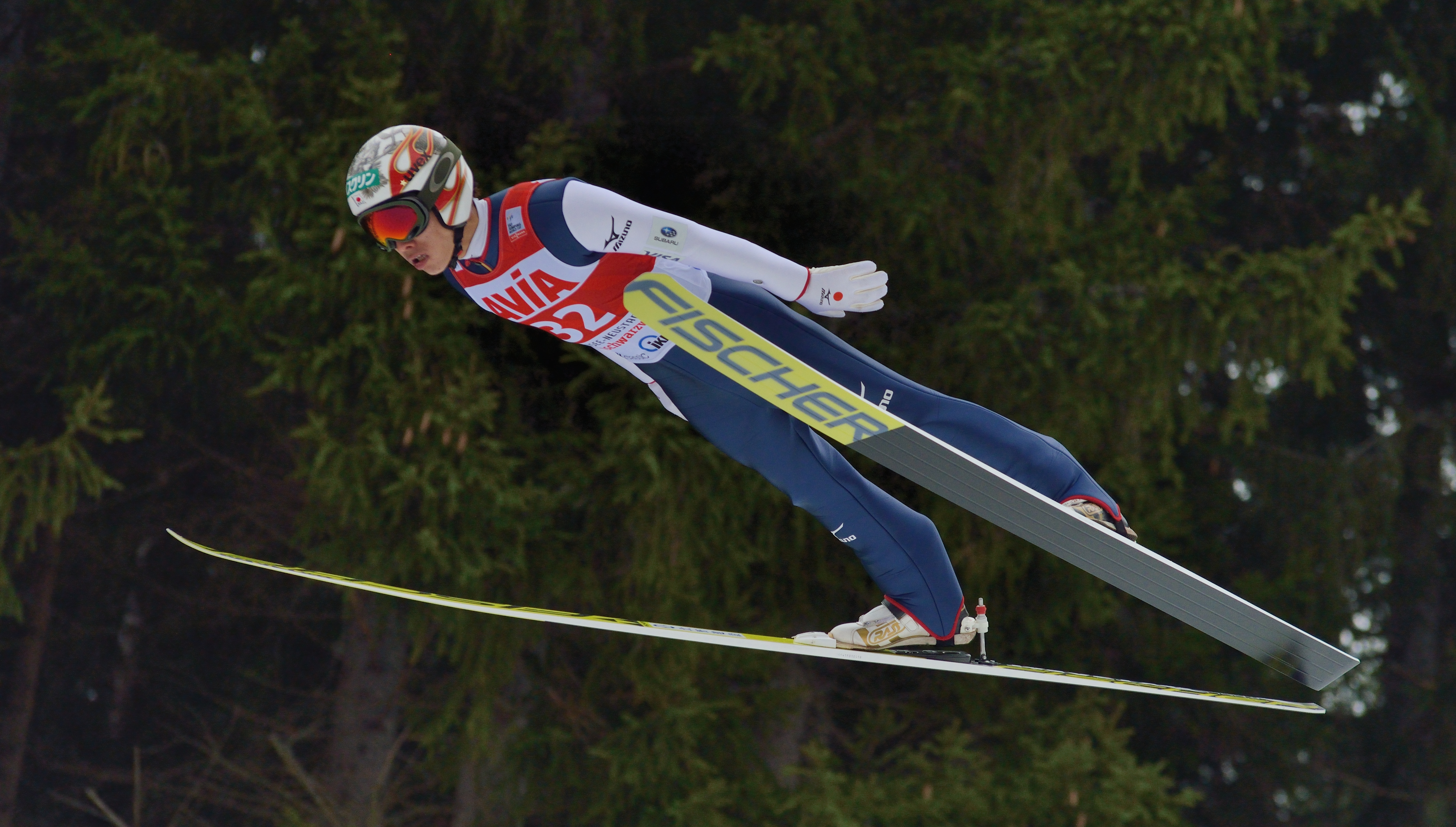
竹内 択 2016

- 初出場 2006年11月24日  フィンランド・クーサモ大会 - 24位
- 最高成績 2位 (2013年2月13日 第20戦 ドイツ・クリンゲンタール大会、2013年12月7日 ノルウェー・リレハンメル大会)
- 表彰台獲得数4回 2位2回 3位2回 (2022-23シーズン終了時点)

| 個人総合成績（総合:W杯シーズン個人総合、4H:スキージャンプ週間総合） | 個人総合成績（総合:W杯シーズン個人総合、4H:スキージャンプ週間総合） | 個人総合成績（総合:W杯シーズン個人総合、4H:スキージャンプ週間総合） | 個人総合成績（総合:W杯シーズン個人総合、4H:スキージャンプ週間総合） | 個人総合成績（総合:W杯シーズン個人総合、4H:スキージャンプ週間総合） | 個人総合成績（総合:W杯シーズン個人総合、4H:スキージャンプ週間総合） |
| シーズン                                                            | 総合                                                                | 4H                                                                  | 優勝                                                                | 準優勝                                                              | 3位                                                                 |
| ------------------------------------------------------------------- | ------------------------------------------------------------------- | ------------------------------------------------------------------- | ------------------------------------------------------------------- | ------------------------------------------------------------------- | ------------------------------------------------------------------- |
| 2006/07                                                             | 65位                                                                | ---                                                                 | 0回                                                                 | 0回                                                                 | 0回                                                                 |
| 2007/08                                                             | 28位                                                                | 22位                                                                | 0回                                                                 | 0回                                                                 | 0回                                                                 |
| 2008/09                                                             | 42位                                                                | 47位                                                                | 0回                                                                 | 0回                                                                 | 0回                                                                 |
| 2009/10                                                             | 49位                                                                | 42位                                                                | 0回                                                                 | 0回                                                                 | 0回                                                                 |
| 2010/11                                                             | 47位                                                                | 53位                                                                | 0回                                                                 | 0回                                                                 | 0回                                                                 |
| 2011/12                                                             | 13位                                                                | 9位                                                                 | 0回                                                                 | 0回                                                                 | 1回                                                                 |
| 2012/13                                                             | 21位                                                                | 29位                                                                | 0回                                                                 | 1回                                                                 | 0回                                                                 |
| 2013/14                                                             | 22位                                                                | 32位                                                                | 0回                                                                 | 1回                                                                 | 0回                                                                 |
| 2014/15                                                             | 20位                                                                | 24位                                                                | 0回                                                                 | 0回                                                                 | 0回                                                                 |
| 2015/16                                                             | 18位                                                                | 26位                                                                | 0回                                                                 | 0回                                                                 | 1回                                                                 |
| 2016/17                                                             | 30位                                                                | 34位                                                                | 0回                                                                 | 0回                                                                 | 0回                                                                 |
| 2017/18                                                             | 31位                                                                | 25位                                                                | 0回                                                                 | 0回                                                                 | 0回                                                                 |
| 2018/19                                                             | 61位                                                                | ---                                                                 | 0回                                                                 | 0回                                                                 | 0回                                                                 |
| 2019/20                                                             | 47位                                                                | 34位                                                                | 0回                                                                 | 0回                                                                 | 0回                                                                 |
| 2022/23                                                             | 82位                                                                | ---                                                                 | 0回                                                                 | 0回                                                                 | 0回                                                                 |
| 2023/24                                                             | 67位                                                                | ---                                                                 | 0回                                                                 | 0回                                                                 | 0回                                                                 |
| 2024/25                                                             | ---                                                                 | ---                                                                 | 0回                                                                 | 0回                                                                 | 0回                                                                 |
| 合計                                                                | ---                                                                 | ---                                                                 | 0回                                                                 | 2回                                                                 | 2回                                                                 |

| ワールドカップ個人表彰台 | ワールドカップ個人表彰台 | ワールドカップ個人表彰台 | ワールドカップ個人表彰台 | ワールドカップ個人表彰台 | ワールドカップ個人表彰台 |
| シーズン                 | 開催日                   | 開催地                   | HS                       | 成績                     | 備考                     |
| ------------------------ | ------------------------ | ------------------------ | ------------------------ | ------------------------ | ------------------------ |
| 2011/12                  | 1月4日                   | インスブルック           | 130                      | 3位                      | スキージャンプ週間       |
| 2012/13                  | 2月13日                  | クリンゲンタール         | 140                      | 準優勝                   |                          |
| 2013/14                  | 12月7日                  | リレハンメル             | 100                      | 準優勝                   |                          |
| 2015/16                  | 2月21日                  | ラハティ                 | 100                      | 3位                      |                          |

| 男子団体 | 男子団体 | 男子団体         | 男子団体 | 男子団体 | 男子団体                            |
| シーズン | 開催日   | 開催地           | HS       | 成績     | メンバー                            |
| -------- | -------- | ---------------- | -------- | -------- | ----------------------------------- |
| 2010/11  | 11月27日 | クーサモ         | 142      | 3位      | 栃本翔平 葛西紀明 竹内択 伊東大貴   |
| 2011/12  | 11月27日 | クーサモ         | 142      | 準優勝   | 小林潤志郎 栃本翔平 竹内択 伊東大貴 |
| 2013/14  | 11月23日 | クリンゲンタール | 140      | 3位      | 伊東大貴 清水礼留飛 竹内択 葛西紀明 |
| 2014/15  | 11月22日 | クリンゲンタール | 140      | 準優勝   | 清水礼留飛 伊東大貴 葛西紀明 竹内択 |
| 2014/15  | 3月6日   | ラハティ         | 130      | 3位      | 栃本翔平 竹内択 伊東大貴 葛西紀明   |
| 2015/16  | 2月6日   | オスロ           | 134      | 3位      | 竹内択 作山憲斗 伊東大貴 葛西紀明   |
| 2015/16  | 2月22日  | クオピオ         | 127      | 3位      | 竹内択 作山憲斗 伊東大貴 葛西紀明   |

| 混合団体 | 混合団体 | 混合団体     | 混合団体 | 混合団体 | 混合団体                          |
| シーズン | 開催日   | 開催地       | HS       | 成績     | メンバー                          |
| -------- | -------- | ------------ | -------- | -------- | --------------------------------- |
| 2012/13  | 11月23日 | リレハンメル | 100      | 準優勝   | 伊藤有希 渡瀬雄太 髙梨沙羅 竹内択 |
| 2013/14  | 12月6日  | リレハンメル | 100      | 優勝     | 伊藤有希 伊東大貴 髙梨沙羅 竹内択 |

### サマーグランプリ
- 優勝3回、2位3回、3位3回（2024シーズンまで）

| シーズン | 順位 | ポイント |
| -------- | ---- | -------- |
| 2006     | 43.  | 54       |
| 2007     | 21.  | 105      |
| 2008     | 15.  | 143      |
| 2009     | 15.  | 165      |
| 2010     | 12.  | 158      |
| 2011     | 6.   | 281      |
| 2012     | 3.   | 352      |
| 2013     | 15.  | 170      |
| 2014     | 3.   | 316      |
| 2015     | 24.  | 120      |
| 2016     | 5.   | 280      |
| 2017     | 28.  | 75       |
| 2018     | 16.  | 110      |
| 2019     | 39.  | 43       |
| 2023     | 26.  | 79       |
| 2024     | 77.  | 7        |

### 国内大会
- 2004年
  - 第35回名寄ピヤシリジャンプ大会少年組優勝
- 2005年
  - 第46回雪印杯全日本ジャンプ大会少年組優勝
- 2007年
  - 第85回全日本スキー選手権大会ノーマルヒル男子組優勝
- 2010年
  - 第88回全日本スキー選手権大会ノーマルヒル男子組優勝
  - 第8回名寄サンピラー国体記念サマージャンプ大会成年組優勝
  - 第17回札幌市長杯大倉山サマージャンプ大会成年組優勝
- 2011年
  - 第23回UHB杯ジャンプ大会男子組優勝
  - 第29回札幌市長杯宮の森サマージャンプ大会成年組優勝
- 2012年
  - 第51回STVカップ国際スキージャンプ競技大会優勝
- 2013年
  - 第24回TVh杯ジャンプ大会 男子組優勝
- 2014年
  - 第8回伊藤杯サマーファイナル大倉山ジャンプ大会男子組優勝
  - 第12回名寄サンピラー国体記念サマージャンプ大会男子組優勝
  - 第38回吉田杯ジャンプ大会男子組優勝
- 2016年
  - 第95回全日本スキー選手権大会ノーマルヒル男子組優勝
- 2017年
  - 第15回名寄サンピラー国体記念サマージャンプ大会男子組優勝
- 2018年
  - 第97回全日本スキー選手権大会ノーマルヒル男子組優勝
  - 第16回名寄サンピラー国体記念サマージャンプ大会男子組優勝
- 2022年
  - 第53回名寄ピヤシリジャンプ大会男子組優勝
  - 第38回吉田杯ジャンプ大会男子組優勝